# TPS Star
TPS Star est une chaîne de télévision privée à péage française axée sur le cinéma et le sport, créée en 2001. Initialement chaîne « premium » appartenant au bouquet TPS, elle est ensuite contrôlée par le groupe Canal+ (filiale du groupe Vivendi) à partir de 2007. La chaîne cesse ses programmes le 4 mai 2012 à 23 h 59, et entre en fin de diffusion, le 5 mai 2012 à 5 h du matin.

## Histoire de la chaîne
En 2001, le bouquet satellite TPS souhaite renforcer son offre en proposant une chaîne premium proposant le meilleur de ses programmes, conçue pour rivaliser avec Canal+. TPS Star est lancée le 19 septembre 2001,. La chaîne diffuse des films, en première diffusion à la télévision, et en première exclusivité des studios Warner Bros., Paramount, MGM, New Regency et Touchstone Pictures, des retransmissions sportives dont le Ligue 1, le Pro A, le Premier League, le Bundesliga, Calcio, de la boxe et des divertissements comme « Le Soiring ». En 2005, elle obtient l'autorisation d'émettre sur la TNT payante et bénéficie de plages en clair à l'instar de sa concurrente Canal+.
Le 4 avril 2006, la version TPS Star en HD est lancée sur le bouquet TPS, en même temps que TF1 HD et M6 HD.
En 2007, TPS et Canalsat fusionnent, TPS Star intègre le groupe Canal+ le 21 mars 2007. La chaîne perd alors ses programmes les plus prestigieux, la HD, et diffuse des programmes issus du catalogue de Canal+.
Ne déployant que très peu de promotion, la chaîne refait parler d'elle en 2010. Il est annoncé que TPS Star doit fusionner avec les chaînes de Orange Cinéma Séries mais l'accord est finalement annulé. En difficulté pour faire autoriser son projet de chaîne gratuite Canal 20 sur la TNT, au titre du canal bonus accordé en 2007 mais invalidé par le droit européen, le groupe Canal+ souhaite alors transformer TPS Star en chaîne gratuite suivant les chaînes LCI et Paris Première qui demandent également un passage en gratuit, mais le projet est toutefois abandonné. Parallèlement à cela, le groupe Canal+ annonce le rachat des chaînes Direct 8 et Direct Star, le groupe aurait alors huit fréquences sur la TNT alors que la loi n'en autorise pas plus de sept.
En septembre 2011, l'Autorité de la concurrence affirme que TPS Star a été délaissée et « sabordée » par le groupe Canal+, depuis la fusion de Canalsat avec TPS. Ils évoquent la baisse des premières exclusivités, la baisse des affiches sportives, le tarif d'abonnement trop élevé (€18,90 en 2012 contre €11 en 2005) dont l'objectif stratégique consiste à maintenir la primauté de Canal+,.
Le 4 avril 2012, Canal+ ferme définitivement TPS Star sur son réseau (Canal+ et Canalsat), les réseaux satellites, le câble et l'ADSL, notamment afin de se soumettre à la loi sur les fréquences de la TNT qui impose un maximum de 7 chaînes par groupe audiovisuel. Toutefois, l'annonce de l'arrêt programmée de la chaîne par le groupe Canal+ provoque le mécontentement du CSA et même un tollé de la part de l'Autorité de la concurrence. Les deux organismes doivent se prononcer dans les mois qui suivent sur la stratégie du groupe dans ce domaine. Le 5 avril 2012, OCS apparaît dans l'offre Canalsat. L'amende pour le groupe Canal+ est fixée à 30 millions d'Euros. Après cette date, la chaîne continue à émettre uniquement sur la TNT payante et sur l'Île de la Réunion. Le CSA indique ce maintien temporaire de diffusion jusqu'au 30 juin 2012. Toutefois, un accord entre le CSA et Canal+ est trouvé et la chaîne cesse d'émettre définitivement sur la TNT payante le 4 mai 2012 à 23h59. La diffusion continue sur l'île de la Réunion uniquement jusqu'au 31 décembre 2012.

### Identité visuelle (logo)

Logo de TPS Star du 19 septembre 2001 au 31 août 2003.
Logo de TPS Star du 1er septembre 2003 au 5 mai 2012

## Organisation

### Dirigeants
Président Directeur Général : Patrick Le Lay (19 septembre 2001 - 21 mai 2007).
Directeur Général :
- Étienne Mougeotte : 19 septembre 2001 - 21 mai 2007
- Rodolphe Belmer : 22 mai 2007 - 4 mai 2012

### Capital
TPS Star est historiquement éditée par le groupe TPS, puis par le groupe Canal+.
TF1 ne figure plus dans le capital de TPS Star depuis mi-2008.

## Diffusion
TPS Star est une chaîne à péage avec contrôle d'accès mais qui dispose de tranches horaires quotidiennes en clair accessibles gratuitement de 12 h 35 à 13 h 35 et de 19 h 35 à 20 h 35. L'abonnement à TPS est possible par Canalsat ou en supplément à l'offre « Les Chaînes Canal+ » ou séparément. La chaîne est disponible sur le bouquet satellitaire Canalsat mais également sur le canal 30 de la TNT payante, les réseaux câblés ainsi que par la télévision xDSL.

### Audiences
Lors de sa dernière année d’existence, la chaîne a obtenu 0,1 % d'audience.[réf. nécessaire]